# Set list

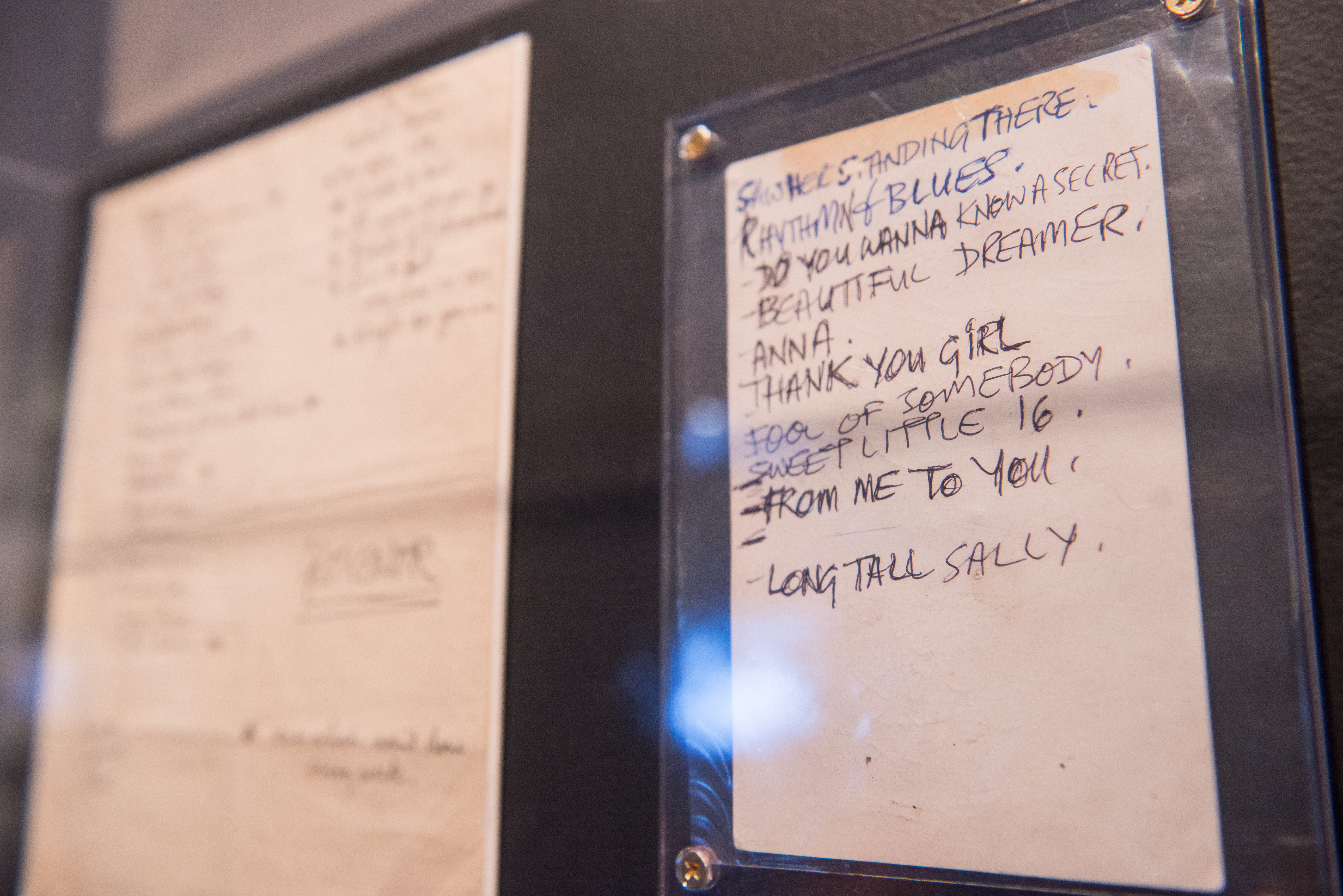
Set list usado pela banda de rock britânica The Beatles.

Set list (ou setlist) é um documento que lista a ordem das canções que uma banda musical, cantor solo ou qualquer artista musical pretende tocar durante um concerto musical específico. Podendo ser escrito ou impresso, em papel, papelão ou lâmina, normalmente é colocado à frente do palco, ou em algum lugar onde os músicos e o vocalista possam vê-lo.
Para muitos artistas, a mesma set list é fixada e tocada em todos os concertos de uma determinada turnê. Para outros, este não é necessariamente o caso. Alguns artistas também possuem aberturas de concertos pré-determinadas dentro de uma turnê, outros garantem que a mesma canção não será tocada em dois shows seguidos, e ainda há os que não usam nenhum tipo de set list ou coisa parecida em suas apresentações.
Os fãs de música também se referem à lista no sentido não-físico do que um artista escolhe para tocar. Para muitos artistas, o mesmo set list é executado  para cada apresentação em uma determinada turnê. 